# Gerrit Glomser
Gerrit Glomser (Salzburg, 1 d'abril de 1974) és un exciclista austríac, que fou professional des del 1998 fins al 2009. De la seva carrera destaquen les victòries a la Volta a Àustria i una medalla de bronze al Campionat del món de ruta sub-23. També ha competit en ciclocròs.
Va participar en els Jocs Olímpics d'Atlanta i als de Sydney.

## Palmarès en ruta
- 1997
  - 1r al Trofeu Ciutat de Brescia
- 2000
  - Vencedor d'una etapa de la Volta a Àustria
- 2002
  - 1r a la Volta a Àustria i vencedor d'una etapa
- 2003
  - 1r a la Volta a Àustria i vencedor de 2 etapes
- 2004
  - Vencedor d'una etapa de la Volta a Àustria
- 2005
  -  Campió d'Àustria en ruta
- 2007
  - Vencedor d'una etapa de la Volta a Àustria

### Resultats al Tour de França
- 2003. 64è de la Classificació general
- 2004. Abandona
- 2005. Abandona

### Resultats a la Volta a Espanya
- 2002. 44è de la Classificació general
- 2003. Abandona
- 2005. No surt (12a etapa)

### Resultats al Giro d'Itàlia
- 1999. 26è de la Classificació general

## Palmarès en ciclocròs
- 2000
  -  Campió d'Àustria en ciclocròs